# Belgisch kampioenschap rally 2018
Het Belgisch kampioenschap rally 2018 is de eenenveertigste jaargang van het Belgisch kampioenschap rally, georganiseerd door de RACB (Royal Automobile Club Belgium). In 2018 gaat dit kampioenschap door onder de naam van Belgian Rally Championship of BRC. Er staan 9 wedstrijden op de kalender. De puntentelling blijft ongewijzigd ten opzichte van voorgaande editie. Er kunnen zowel zowel punten voor de positie in het algemene klassement als voor de positie binnen de eigen klasse verdiend worden. Op het einde van het seizoen worden de zes beste resultaten in rekening gebracht. 
De winnaar in 2018 werd de Škoda Fabia R5-rijder Kris Princen met 108 punten, die voor de tweede keer won. Zijn vorige overwinning was in 1999. Op de tweede plaats eindigde Vincent Verschueren, eveneens met een Škoda Fabia R5 en Belgisch kampioen rally in 2017, met 104 punten.

## Kalender
| Ronde | Datum                     | Rally                 | Start en finish | Ondergrond       | Winnaar             | BRC-leider na rally              |
| ----- | ------------------------- | --------------------- | --------------- | ---------------- | ------------------- | -------------------------------- |
| 1     | 24 februari               | Rally van Haspengouw  | Landen          | Asfalt           | Kris Princen        | Kris Princen (20 punten)         |
| 2     | 9-10 maart                | Spa Rally             | Spa             | Asfalt en gravel | Adrian Fernémont    | Kris Princen (36 punten)         |
| 3     | 7 april                   | TAC Rally             | Tielt           | Asfalt           | Kris Princen        | Kris Princen (56 punten)         |
| 4     | 27-29 april               | Rallye de Wallonie    | Namen           | Asfalt           | Vincent Verschueren | Kris Princen (56 punten)         |
| 5     | 19 mei                    | Sezoensrally          | Bocholt         | Asfalt en gravel | Vincent Verschueren | Vincent Verschueren (72 punten)  |
| 6     | 20-23 juni                | Rally van Ieper       | Ieper           | Asfalt           | Thierry Neuville    | Vincent Verschueren (88 punten)  |
| 7     | 31 augustus - 1 september | Omloop Van Vlaanderen | Roeselare       | Asfalt           | Kris Princen        | Vincent Verschueren (104 punten) |
| 8     | 30 september              | East Belgian Rally    | Sankt Vith      | Asfalt           | Kris Princen        | Kris Princen (108 punten)        |
| 9     | 3-4 november              | Condroz Rally         | Hoei            | Asfalt           | Stéphane Lefebvre   | Kris Princen (108 punten)        |